# NGC 6900
NGC 6900 ist eine Spiralgalaxie mit ausgedehnten Sternentstehungsgebieten vom Hubble-Typ Sb im Sternbild Adler am Nordsternhimmel. Sie ist schätzungsweise 233 Millionen Lichtjahre von der Milchstraße entfernt und hat einen Durchmesser von etwa 65.000 Lichtjahren. 
Das Objekt wurde am 1. Oktober 1863 von Albert Marth entdeckt.